# 儲物櫃女孩
（又译《唐人街》）是2015年4月上映的一部韓國犯罪劇情片，由韓俊熙執導，金憓秀、金高銀及嚴泰九主演。本片曾於第68屆坎城影展平行單元「國際影評人週」上映。講述了被人遺棄在地鐵站10號儲物櫃的女孩，遇上在「中國城」工作的一個女人後發生的故事。2018年9月，由華聯國際自行辦理的《2018韓流巨星影展第二季-愛與青春的印記》正式引進本片在台上映。

## 演員陣容
- 金憓秀 飾演 馬禹熙（媽媽）

高利貸集團的首腦，做事心狠手辣，不留情面。對壹零有特殊的情感。
- 金高銀 飾演 馬壹零
  - 金秀安 飾演 童年時期的馬壹零

年幼時遭父母遺棄在10號儲物櫃，後被馬禹熙的收養並長大成人。為了報答「媽媽」的養育之恩，凡是「媽媽」讓做的事，無一不予執行。
- 嚴泰九（少年時期：魏化儁） 飾演 宇坤

「媽媽」的孩子(手下)
- 朴寶劍 飾演 朴錫賢

性格開朗，因其父曾向「媽媽」借貸而努力工作以償還債務。遇上一零後，本以為能迎來人生中新的轉機，事實卻為他帶來不可磨滅的惡果。
- 高庚杓 飾演 致道

「媽媽」的手下，性格高傲，目中無人。
- 李秀敬 飾演 宋

「媽媽」的孩子(手下)
- 趙賢哲 飾演 洪柱

「媽媽」的孩子(手下)
- 李對淵 飾演 安先生

「媽媽」的摘器官幫手
- 趙福來 飾演 小卓

曾是警察，但沉迷賭博，後來幫致道做事
- 鄭石勇 飾演 小禹

開貨車小食
- 白秀章 飾演 老二

致道的手下。
- 李璋元 飾演 大肚子
- 吳代煥 飾演 洪世尹
- 李尚熙 飾演 洪世尹的妻子
- 權赫 飾演 Panpyrin男子
- 金宰澈 飾演 盤查的警察
- 李尚洪 飾演 偷渡男子
- 俞智賢 飾演 餐廳服務員
- 李敏芝 飾演 「媽媽」的偷渡者
- 裴侑藍 飾演 鄉下警察
- 安宰弘 飾演 鄉下警察
- 李海雲 飾演 翻譯男子
- 金漢鐘 飾演 乞丐2004
- 具件敏 飾演 白血病孩子
- 車來亨 飾演 華僑男子
- 韓宇烈 飾演 華僑男子
- 奇周峯（朝鲜语：기주봉） 飾演 正裝男子（特別出演）
- 奇國舒（朝鲜语：기국서） 飾演 制服男子（特別出演）

## 奖项荣誉
| 年份   | 颁奖礼                     | 奖项                      | 入围者           | 结果 | 参考                 |
| ------ | -------------------------- | ------------------------- | ---------------- | ---- | -------------------- |
| 2015年 | 第19屆富川國際奇幻電影節   | 評審團特別獎              | 評審團特別獎     | 獲獎 |                      |
| 2015年 | 第19屆富川國際奇幻電影節   | 最佳女演員                | 金高銀           | 獲獎 |                      |
| 2015年 | 第45屆Giffoni國際電影節    | Gryphon最佳電影           | Gryphon最佳電影  | 獲獎 | [ 10 ] [ 11 ] [ 12 ] |
| 2015年 | 第45屆Giffoni國際電影節    | 英國電影學院證書          | 英國電影學院證書 | 獲獎 |                      |
| 2015年 | 第24屆釜日電影獎           | 最佳女主角                | 金惠秀           | 提名 |                      |
| 2015年 | 第24屆釜日電影獎           | 最佳女主角                | 金高銀           | 提名 |                      |
| 2015年 | 第24屆釜日電影獎           | 最佳男配角                | 嚴泰九           | 提名 |                      |
| 2015年 | 第24屆釜日電影獎           | 最佳新人導演              | 韓俊熙           | 提名 |                      |
| 2015年 | 第35屆韓國電影評論家協會獎 | 最佳女主角                | 金惠秀           | 獲獎 | [ 13 ]               |
| 2015年 | 第35屆韓國電影評論家協會獎 | 年度十大電影              | 年度十大電影     | 獲獎 |                      |
| 2015年 | 第52屆大鐘獎               | 最佳女主角                | 金惠秀           | 提名 |                      |
| 2015年 | 第52屆大鐘獎               | 最佳新人導演              | 韓俊熙           | 提名 |                      |
| 2015年 | 第36屆青龍電影獎           | 最佳女主角                | 金惠秀           | 提名 |                      |
| 2015年 | 第36屆青龍電影獎           | 最佳新人導演              | 韓俊熙           | 提名 |                      |
| 2015年 | 第36屆青龍電影獎           | 最佳美術                  | 李莫元           | 提名 |                      |
| 2015年 | 第2屆韓國電影製作人協會獎  | 最佳女主角                | 金惠秀           | 獲獎 |                      |
| 2016年 | 第11屆Max Movie最佳電影獎  | 新星獎                    | 朴寶劍           | 提名 | [ 14 ]               |
| 2016年 | 第10屆亞洲電影大獎         | 最佳女主角                | 金惠秀           | 提名 |                      |
| 2016年 | 第21屆春史電影賞           | 最佳女主角                | 金惠秀           | 獲獎 |                      |
| 2016年 | 第52屆百想藝術大賞         | 電影部門 女子最優秀演技賞 | 金惠秀           | 提名 |                      |
| 2016年 | 第52屆百想藝術大賞         | 電影部門 男子配角獎       | 嚴泰九           | 提名 |                      |
| 2016年 | 第52屆百想藝術大賞         | 電影部門 男子新人演技獎   | 高庚杓           | 提名 |                      |
| 2016年 | 第52屆百想藝術大賞         | 電影部門 男子新人演技獎   | 朴寶劍           | 提名 | [ 15 ]               |
| 2016年 | 第52屆百想藝術大賞         | 電影部門 最佳新人導演獎   | 韓俊熙           | 獲獎 |                      |

## 外部連結
- 官方网站 
- NAVER上《儲物櫃女孩》的資料
- Daum上《儲物櫃女孩》的资料
- 韩国电影数据库（KMDb）上《儲物櫃女孩》的資料
- 互联网电影数据库（IMDb）上《儲物櫃女孩》的资料（英文）
- 豆瓣电影上《儲物櫃女孩》的資料 （简体中文）
- 《儲物櫃女孩》在HanCinema的页面（英文）
- Box Office Mojo上《儲物櫃女孩》的资料（英文）
- Movist 上《儲物櫃女孩 （页面存档备份，存于）》的资料